# Werften in Bardenfleth
Die Werften in Bardenfleth entstanden in Bardenfleth im Stedinger Land ab 1800; es waren diverse kleine Holzschiffswerften; heute ist Bardenfleth ein Ortsteil von Berne (27804).

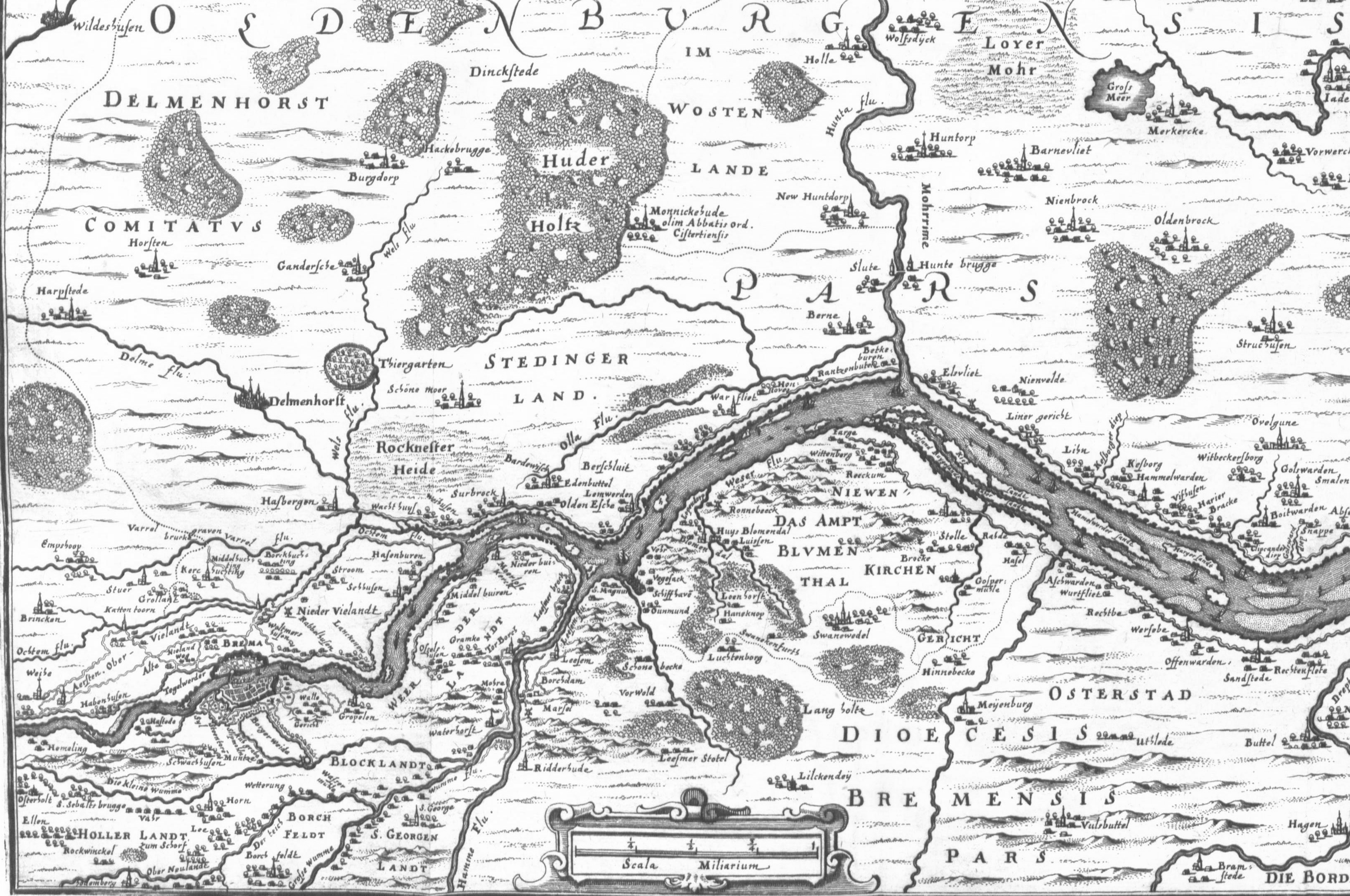
Unterwesergebiet mit dem Stedinger Land

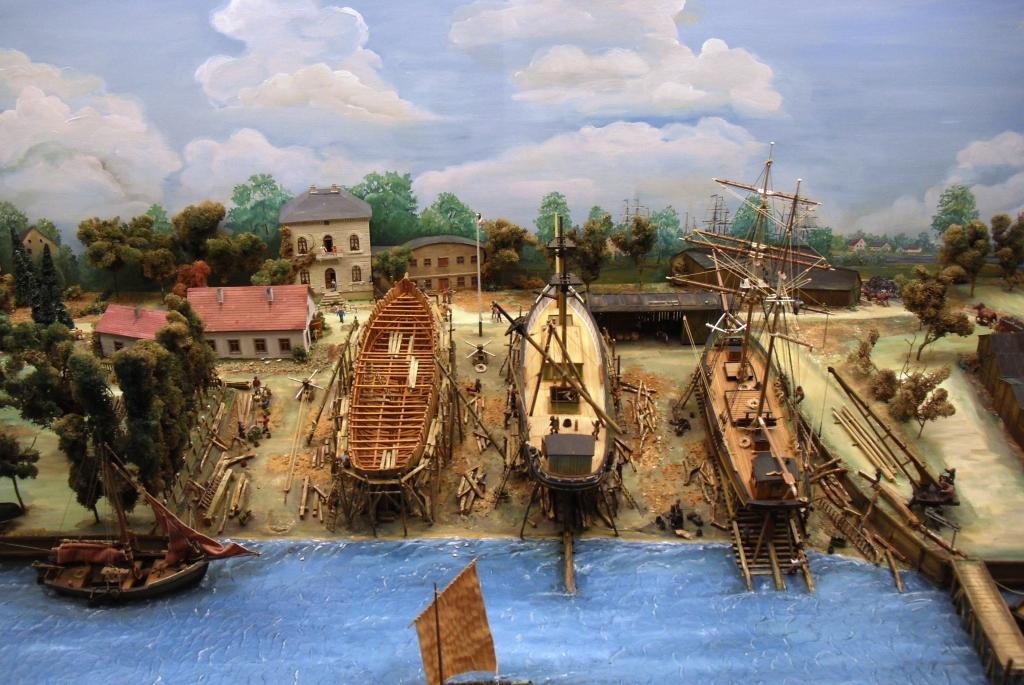
Typische Werft für den Bau von Holzschiffen um 1870 an der Weser

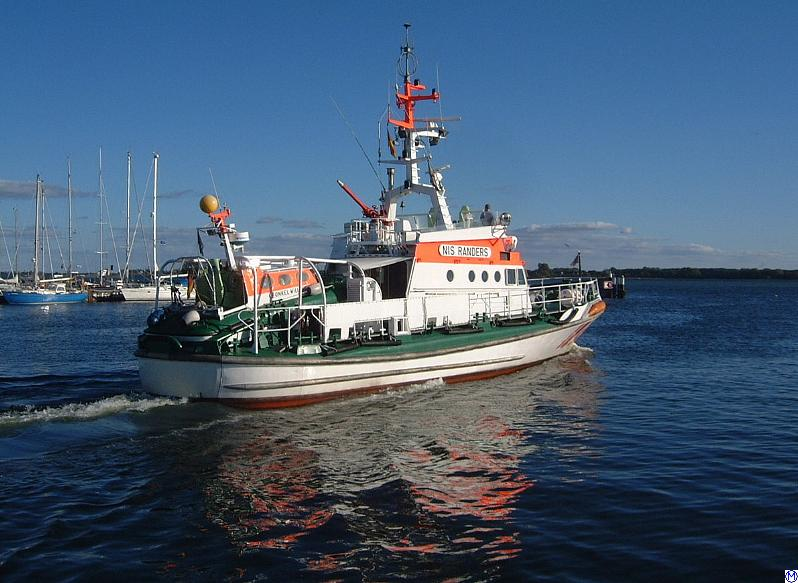
Seenotrettungskreuzer mit Tochterboot Nils Randers der 23-Meter-Klasse von der Schweers-Werft

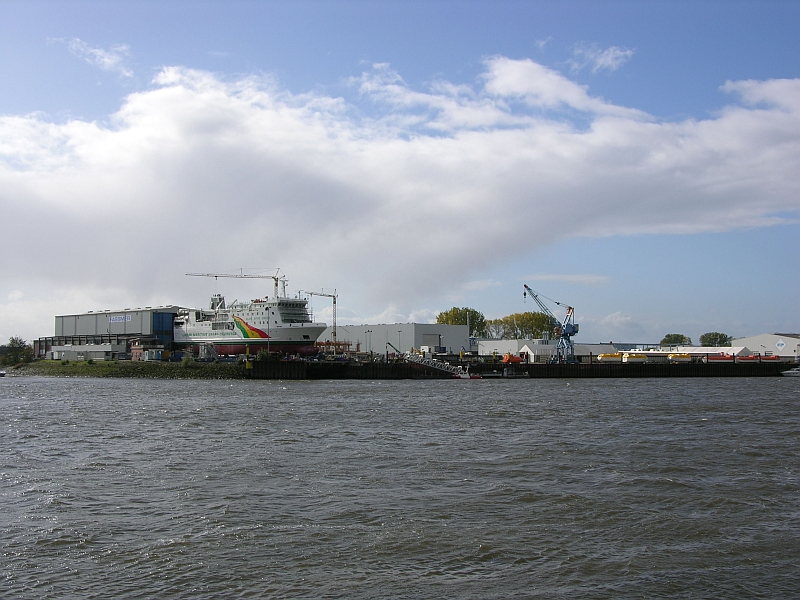
Betriebsgelände der Fassmer-Werft von der Weser aus gesehen

## Geschichte
In der um 1800 beginnenden Seefahrt, Fluß- und Seefischerei fanden nicht erbberechtigte Bauernsöhne lohnende Arbeit. Einige stiegen auf zum Steuermann oder Kapitän, beteiligten sich an kleinen Segel- oder Fischereischiffen und gründeten später kleine Reedereien. Im Winter wurden die Schiffe oft in Eigenarbeit überholt und repariert, und so entstanden in Bardenfleth, Motzen und anderen Siedlungen wie z. B. Hammelwarden und Brake an der Weser Reparaturplätze und auch einfache Schiffbauplätze (Lastadie). Im Stedinger Land war Bardenfleth aufgrund der idealen Lage an der Weser ein Zentrum dieser Entwicklungen.

## Heutige Entwicklung
Die meisten der in der Tabelle aufgeführten Werften haben nur wenige Schiffe gebaut und wurden wieder aufgegeben. Über lange Zeit war Holz das dominierende Baumaterial für Schiffe, es war fast überall vorhanden und zur Bearbeitung diente gängiges „Handwerkzeug“. Der Übergang vom Holz- zum Eisen- und Stahlschiffbau erschwerte den verbliebenen Werften das Überleben. Die Schiffs- und Bootswerft Gebr. Schürenstedt wurde 1979/80 geschlossen. Die Schiffs- und Bootswerft Schweers wurde von der Lürssenwerft übernommen und bis zur Schließung 2011 als Lürssen-Bardenfleth geführt. Eigenständig ist in Bardenfleth nur die Fassmer-Werft geblieben.

## Werften in Bardenfleth
| Name                 | Zeitraum  | Standort    | Bemerkung |
| -------------------- | --------- | ----------- | --- |
| Diedrich Oltmanns    | 1781–1870 | Bardenfleth | Dierk Focke baute bis 1860 rund 60 Segler, seine Söhne führten die Werft weiter |
| Klaus Eickhoff       | 1820–1854 | Bardenfleth | |
| Focke-Werften        | 1825–1884 | Bardenfleth | |
| Fr. A. Röfer         | 1828–1852 | Bardenfleth | Fr. A. Röfer war vorwiegend als Reeder tätig, baute daneben 5 – 6 Küstensegler |
| Johann Harde         | 1828–1831 | Bardenfleth | J. Harde baute nur wenige kleine Küstensegler |
| Frerich Balleer      | 1830–1954 | Bardenfleth | F. Balleer baute in Bardenfleth wenige kleine Küstensegler |
| Martin Oltmanns      | 1830–1838 | Bardenfleth | Martin Oltmanns baute 3 – 4 Küstensegler |
| Hinrich Schürenstedt | 1834–1980 | Bardenfleth | Hinrich Schürenstedt beginnt mit dem Bau von Booten, besonders von Rettungsbooten, dann folgen Barkassen, Fischkutter Binnenfrachter, Frachter und Containerschiffe bis 2500 BRT         |
| Martin Schweers      | 1836–2001 | Bardenfleth | Familie Schweers baute anfangs Küstensegler, Fischereischiffe und später Torpedofangboote, wird berühmt für seine Seenotkreuzer, die Werft wurde 2001 von der Lürssen Gruppe übernommen. |
| Menke Meyer          | 1847–1863 | Bardenfleth | |
| Anton Brüning        | 1851–1969 | Bardenfleth | |
| Johann Hinrich Ficke | 1853–1938 | Bardenfleth | |